# George John Spencer, 2. hrabě Spencer
George John Spencer, 2. hrabě Spencer (George John Spencer, 2nd Earl Spencer, 2nd Viscount Spencer of Althorp, 2nd Baron Spencer) (1. září 1758, Londýn – 10. listopadu 1834, Althorp, Anglie) byl britský státník ze starobylého rodu Spencerů. Politicky náležel k whigům a zastával několik funkcí v britské vládě (lord strážce tajné pečeti, první lord admirality, ministr vnitra). Proslul též jako mecenáš umění a získal Podvazkový řád. V přímé linii byl předkem princezny Diany.

## Kariéra
Narodil se v Londýně jako nejstarší syn 1. hraběte Spencera, jeho kmotrem byl král Jiří II. Studoval v Harrow a na univerzitě v Cambridge. V letech 1780–1783 byl členem Dolní sněmovny, poté po otci zdědil rodové tituly a vstoupil do Sněmovny lordů (do té doby užíval jméno vikomt Althorp). V politice patřil k whigům, později se dostal do vlády Williama Pitta mladšího, v roce 1794 byl jmenován lordem strážcem tajné pečeti, zároveň se stal členem Tajné rady, v armádě dosáhl hodnosti plukovníka a druhou polovinu roku 1794 strávil na mimořádné diplomatické misi ve Vídni.
V letech 1794–1801 byl prvním lordem admirality, tuto funkci převzal po nekompetentním bratrovi premiéra Pitta a musel reorganizovat námořnictvo pro války s revoluční Francií. Do doby jeho úřadování spadají úspěšná tažení konce devadesátých let 18. století (bitvy u St. Vincent, u Camperduinu a na Nilu). V roce 1799 obdržel Podvazkový řád. V letech 1806–1807 byl státním sekretářem vnitra, poté dlouhodobě patřil k opoziční skupině Grenvilles. Mimoto zastával řadu nižších správních funkcí v různých hrabstvích.

## Další veřejné aktivity a rodina
Kromě svého působení v politice proslul jako vzdělanec a mecenáš, zálibu měl především v literatuře a na svém sídle v Althorpu soustředil bohatou knihovnu, pro kterou získal řadu vzácných starých tisků. Byl členem Královské společnosti (1785) a Královské společnosti starožitností (1785), získal také čestný doktorát v Oxfordu a v letech 1813–1825 byl prezidentem Královského institutu.
V roce 1781 se oženil s Lavinií Bingham (1762–1831), dcerou 1. hraběte z Lucanu. Měli spolu devět dětí, z nichž tři zemřely v dětství. Dědicem titulů byl nejstarší syn John Charles Spencer, 3. hrabě Spencer (1782–1845), který byl taktéž politikem. Po jeho smrti zdědil tituly mladší bratr admirál Frederick Spencer, 4. hrabě Spencer (1798–1857). Z dcer vynikla Sarah (1787–1870), provdaná za 3. barona Lytteltona, která byla vychovatelkou dětí královny Viktorie.